# لوبارتوف
لوبارتوف (به لاتین: Lubartów) یک منطقهٔ مسکونی در لهستان است که در شهرستان لوبارتوف واقع شده‌است. لوبارتوف ۱۳٫۹۱ کیلومتر مربع مساحت و ۲۲٬۳۶۹ نفر جمعیت دارد.